# Fort Edward (Nueva York)
Fort Edward es un pueblo ubicado en el condado de Washington en el estado estadounidense de Nueva York. En el año 2000 tenía una población de 5,892 habitantes y una densidad poblacional de 85 personas por km².

## Geografía
Fort Edward se encuentra ubicado en las coordenadas 43°13′35″N 73°33′33″O / 43.22639, -73.55917.

## Demografía
Según la Oficina del Censo en 2000 los ingresos medios por hogar en la localidad eran de $34,973, y los ingresos medios por familia eran $41,630. Los hombres tenían unos ingresos medios de $31,875 frente a los $23,429 para las mujeres. La renta per cápita para la localidad era de $17,201. Alrededor del 9.9% de la población estaban por debajo del umbral de pobreza.